# Mistrzostwa Świata w Narciarstwie Klasycznym 1966
Mistrzostwa Świata w Narciarstwie Klasycznym 1966 miały miejsce w dniach 17 – 26 lutego 1966 w Oslo. Impreza ta po raz trzeci zawitała do stolicy Norwegii, po raz drugi w nieolimpijskim roku.

## Biegi narciarskie

### Biegi narciarskie mężczyzn
| Konkurencja        | Data           | Złoto                                                                                    | Srebro                                                                                     | Brąz                                                                                     |
| ------------------ | -------------- | ---------------------------------------------------------------------------------------- | ------------------------------------------------------------------------------------------ | ---------------------------------------------------------------------------------------- |
| 15 km              | 22 lutego 1966 | Gjermund Eggen 47:56.2                                                                   | Ole Ellefsæter 48:11.3                                                                     | Odd Martinsen 48:14.7                                                                    |
| 30 km              | 20 lutego 1966 | Eero Mäntyranta 1:37:26.7                                                                | Kalevi Laurila 1:38:11.3                                                                   | Walter Demel 1:38:11.6                                                                   |
| 50 km              | 24 lutego 1966 | Gjermund Eggen 3:03:04.7                                                                 | Arto Tiainen 3:03:15.1                                                                     | Eero Mäntyranta 3:03:54.3                                                                |
| Sztafeta 4 × 10 km | 26 lutego 1966 | Norwegia · Odd Martinsen · Harald Grønningen · Ole Ellefsæter · Gjermund Eggen 2:14:27.9 | Finlandia · Kalevi Oikarainen · Hannu Taipale · Kalevi Laurila · Eero Mäntyranta 2:15:40.9 | Włochy · Giulio de Florian · Franco Nones · Gianfranco Stella · Franco Manfroi 2:18:12.2 |

### Biegi narciarskie kobiet
| Konkurencja       | Data           | Złoto                                                                | Srebro                                                           | Brąz                                                                      |
| ----------------- | -------------- | -------------------------------------------------------------------- | ---------------------------------------------------------------- | ------------------------------------------------------------------------- |
| 5 km              | 21 lutego 1966 | Alewtina Kołczina 17:18.9                                            | Klawdia Bojarskich 17:25.2                                       | Rita Aczkina 17:42.5                                                      |
| 10 km             | 23 lutego 1966 | Klawdia Bojarskich 36:25.5                                           | Alewtina Kołczina 36:43.3                                        | Toini Gustafsson 37:21.4                                                  |
| Sztafeta 3 × 5 km | 26 lutego 1966 | ZSRR · Klawdia Bojarskich · Rita Aczkina · Alewtina Kołczina 56:04.2 | Norwegia · Ingrid Wigernæs · Inger Aufles · Berit Mørdre 57:59.8 | Szwecja · Barbro Martinsson · Britt Strandberg · Toini Gustafsson 58:00.7 |

## Kombinacja norweska
| Konkurencja         | Data           | Złoto              | Srebro              | Brąz               |
| ------------------- | -------------- | ------------------ | ------------------- | ------------------ |
| Zawody indywidualne | 17 lutego 1966 | Georg Thoma 444.66 | Franz Keller 443.04 | Alois Kälin 440.73 |

## Skoki narciarskie
| Konkurencja                       | Data           | Złoto               | Srebro                 | Brąz                     |
| --------------------------------- | -------------- | ------------------- | ---------------------- | ------------------------ |
| Normalna skocznia – indywidualnie | 23 lutego 1966 | Bjørn Wirkola 234.6 | Dieter Neuendorf 230.6 | Paavo Lukkariniemi 219.9 |
| Duża skocznia – indywidualnie     | 17 lutego 1966 | Bjørn Wirkola 215.3 | Takashi Fujisawa 207.6 | Kjell Sjöberg 204.6      |

## Klasyfikacja medalowa
| Pozycja | Państwo    | Złoto | Srebro | Brąz | Razem |
| ------- | ---------- | ----- | ------ | ---- | ----- |
| 1       | Norwegia   | 5     | 2      | 1    | 8     |
| 2       | ZSRR       | 3     | 2      | 1    | 6     |
| 3       | Finlandia  | 1     | 3      | 2    | 6     |
| 4       | RFN        | 1     | 1      | 1    | 3     |
| 5       | Japonia    | 0     | 1      | 0    | 1     |
| 5       | NRD        | 0     | 1      | 0    | 1     |
| 7       | Szwecja    | 0     | 0      | 3    | 3     |
| 8       | Szwajcaria | 0     | 0      | 1    | 1     |
| 9       | Włochy     | 0     | 0      | 1    | 1     |